# Bulbophyllum xanthochlamys
Bulbophyllum xanthochlamys är en orkidéart som beskrevs av Rudolf Schlechter. Bulbophyllum xanthochlamys ingår i släktet Bulbophyllum och familjen orkidéer. Inga underarter finns listade i Catalogue of Life.